# Паулет, Джон, 14-й маркиз Уинчестер
Джон Паулет, 14-й маркиз Уинчестер (англ. John Paulet, 14th Marquess of Winchester; 3 июня 1801 — 4 июля 1887) — британский пэр и военный, с 1801 по 1843 год он носил титул учтивости — граф Уилтшир.

## Биография
Родился в 3 июня 1801 года в Ампорт-хаусе. Старший сын 13-й Чарльза Паулета, 13-го маркиза Уинчестера (1764—1843), и Энн Эндрюс (? — 1841). Он получил образование в Итонском колледже.
10 апреля 1817 года он поступил на военную службы в чине корнета в 10-й полк легких драгун. 16 ноября 1820 года он получил звание поручика, а 12 июня 1823 года — чин капитана в 35-м пехотном полку. В том же 1823 году он перевелся в 8-й гусарский полк. 9 июля 1826 года купил чин майора в полку (лорд Браднелл, позднее лорд Кардиган, получил звание капитана), а 30 декабря 1826 года получил чин подполковника пехоты. 14 апреля 1837 года он обменял половинное жалованье на место лорда Бингема (позже лорда Лукана) на посту подполковника 17-го уланского полка, а затем уволился из армии на следующий день. . 29 июня 1842 года он был назначен полковником милиции Северного Хэмпшира после смерти лорда Родни, к большому огорчению полкового подполковника Питера Хокера, который стремился к этому посту.
Джон Паулет сменил своего отца на посту маркиза Уинчестера в 1843 году. 31 марта 1847 года он был назначен заместителем лейтенанта Хэмпшира, а в 1852 году сменил герцога Веллингтона на посту лорда-лейтенанта Хэмпшира.

## Семья

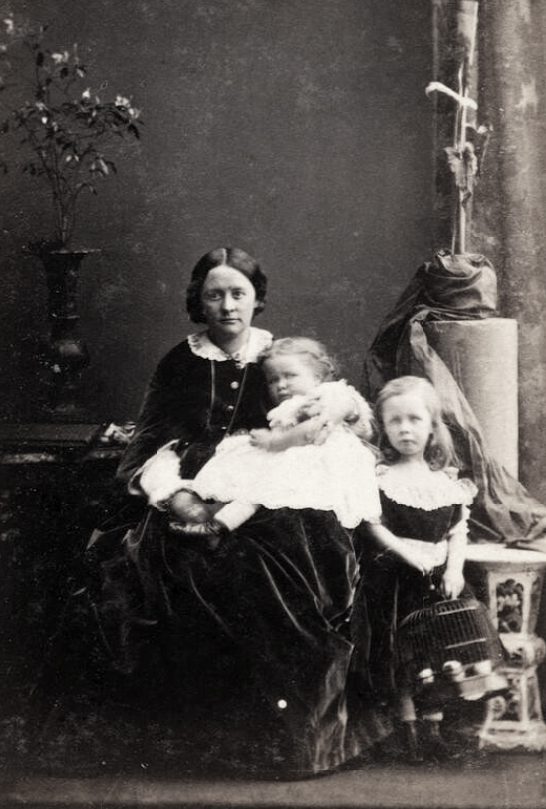
Мэри, Маркиза Уинчестер, с двумя детьми, портрет 1861 года

29 ноября 1855 года в церкви Сент-Джеймса, Вестминстер, маркиз Уинчестер женился на достопочтенной Мэри Монтегю (1828 — 6 сентября 1868), дочери Генри Робинсона-Монтегю, 6-го барона Рокби, и Магдален Херли. У супругов было трое детей:
- Огастус Джон Генри Бомонт Паулет, 15-й маркиз Уинчестер (6 февраля 1858 — 11 декабря 1899)
- Леди Лилиан Мэри Паулет (26 июля 1859 — 11 ноября 1952), муж с 1884 года Рэндольф Гордон Эрскин-Уэмисс (1858—1908), лэрд замка Уэмисс и глава клана Уэмисс. У них был сын Майкл Джон Эрскин-Уэмисс (1888—1982), который женился на леди Виктории Кавендиш-Бентинк, дочери Уильяма Кавендиш-Бентинка, 6-го герцога Портленда, и дочь Мэри Миллисент Эрскин-Уэмисс (род. 1885), которая вышла замуж за лейтенанта гренадерской гвардии Эрнеста Касвелла.
- Генри Уильям Монтегю Паулет, 16-й маркиз Уинчестер (30 октября 1862 — 28 июня 1962), был трижды женат, но бездетен.

14-й маркиз Уинчестер скончался 4 июля 1887 года, и ему наследовал его старший сын Август.